# Nil-Universität

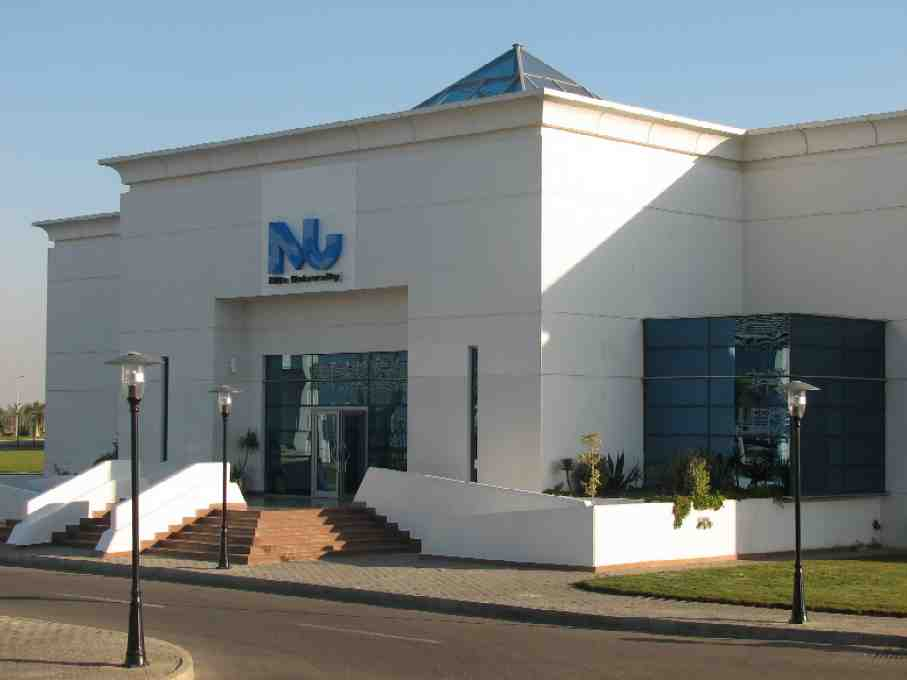
Nile University

Die Nil-Universität, arabisch جامعة النيل, DMG Ǧāmiʿat an-Nīl, englisch Nile University, ist eine private, nicht gewinnorientierte Universität im modernen westlichen Vorort Madinat asch-Schaich Zayid von Kairo.
Geforscht und gelehrt wird auf dem 51 ha großen Campus u. a. zu Informatik, Biotechnologie, Mikroelektronik, Nanoelektronik und Nanotechnologie. Bei einem angestrebten Verhältnis von 80 Prozent internationalen zu 20 Prozent heimischen Lehrkräften ist die Unterrichtssprache Englisch. Im März 2010 waren 500 Studenten eingeschrieben.